# Obila albifasciata
Obila albifasciata là một loài bướm đêm trong họ Geometridae.